# Branisella boliviana
La branisella (Branisella boliviana) è una specie di primate fossile, i cui resti sono stati rinvenuti in terreni dell'Oligocene superiore (circa 27 - 26 milioni di anni fa) in Bolivia. È uno dei più antichi primati sudamericani conosciuti.

## Descrizione
A tutt'oggi esistono parecchi reperti fossili di B.boliviana e la maggior parte di essi sono frammenti di dentatura, cosicché l'esatto aspetto di questa specie è tuttora sconosciuto.
Le dimensioni di questo animale dovevano essere molto piccole e il peso non doveva raggiungere il chilogrammo. È probabile che le dimensioni fossero simili a quelle dell'attuale scimmia leonina (Leontopithecus rosalia). L'aspetto della Branisella non doveva essere poi così diverso da quello degli attuali tamarini o uistitì. La testa, corta, era munita di una dentatura fornita di molari dalle cuspidi basse e arrotondate. I denti possedevano una corona più alta (ipsodonti) rispetto a quella degli attuali primati sudamericani. 

## Classificazione
Branisella boliviana venne descritto per la prima volta nel 1969 da Robert Hoffstetter, sulla base di resti fossili ritrovati in terreni dell'Oligocene superiore nella zona di Salla, in Bolivia. Fossili descritti inizialmente come Szalatavus nel 1991 sono stati poi attribuiti a Branisella.
Alcune analisi, basate su nuovi ritrovamenti, mostrano somiglianze tra la dentatura di Branisella e i generi Cebus, Callicebus e Aotus. L'animale più vicino a Branisella, però, sembrerebbe essere Proteopithecus dell'Eocene superiore dell'Egitto, sulla base delle caratteristiche della dentatura. Ciò suggerirebbe un'origine africana delle scimmie platirrine; in qualche modo, poi, questi primati riuscirono ad attraversare l'oceano Atlantico.

## Paleoecologia
Il tipo di dentatura di Branisella farebbe supporre una dieta a base di frutta; i molari più ipsodonti rispetto a quelli delle altre scimmie sudamericane potrebbero indicare che Branisella fosse più legato a un habitat terricolo. La notevole usura dentale di alcuni esemplari corrobora questa ipotesi: gli animali che si nutrono nei pressi del terreno consumano sostanze più abrasive di quelli che vivono sulle cime degli alberi. Branisella, inoltre, è noto per fossili che si ritrovano solo in un particolare livello di Salla, noto come Livello a Branisella (Livello 5), ed è quindi probabile che questo animale sia vissuto in quest'area per un tempo relativamente breve, forse meno di un milione di anni. 